# Élisa Mercœur
Pour les articles homonymes, voir Mercœur.
Élisa Mercœur, née vraisemblablement à Saint-Sébastien-sur-Loire le 24 juin 1809 et morte à Paris le 7 janvier 1835, est une poétesse française.

## Biographie
Un certain nombre d’éléments biographiques ont été fournis par sa mère dans ses Mémoires. Mais elle passe sous silence un aspect non négligeable de la vie d’Élisa : celle-ci a été abandonnée à la naissance et, si le prénom d’Élisa lui vient de ses parents, le nom de Mercœur lui a été donné par un commissaire de police de Nantes.
L’abandon d’Élisa est inscrit dans le registre des naissances de Nantes, Première division, à la date du 3 juillet 1809. Des recherches complémentaires ont été faites par le franciscain Ubald d’Alençon (1872-1927) dans les années 1920 ; un article de Paul Caillaud dans les Annales de Bretagne (1952) en rend compte de façon détaillée.

### Élisa, enfant abandonné à la naissance
Le 27 juin 1809 à 22 heures, un bébé est recueilli à la porte de l’hospice des Orphelins de Nantes, situé dans le quartier Saint-Clément près du lycée et du cimetière La Bouteillerie, par un employé de l’hospice, Jean Favret. L’enfant est porteur d’un papier avec ces mots :
« Élisa, née le 24 juin 1809, non enregistrée aux actes civils. Le ciel et la douce humanité veilleront sur elle. Ses parents seront peut-être assez heureux pour pouvoir la réclamer un jour. »
Le 28 juin à 16 heures, Jean Favret présente l’enfant au commissaire de police Benoist, responsable en premier lieu des enfants trouvés dans le quartier du Lycée, qui au vu des éléments présentés, lui donne le nom d’Élisa Mercœur. Élisa est ramenée à l’hospice pour en devenir officiellement pensionnaire et le commissaire établit un rapport avec la supérieure, Madeleine Bouchet, et Jean Favret (« qui ne sait signer »).
Le 3 juillet, le rapport est présenté au délégué à l’état-civil compétent qui le transcrit dans le registre des naissances sous le titre Élisa Mercœur, enfant exposé.
La transcription de l’acte d’enregistrement de 1809 est un peu simplifiée et de ce fait erronée sur la date de l’abandon, située au 2 juillet et non au 27 juin.
Le 21 avril 1811, comme elle l’avait souhaité, sa mère, Adélaïde Aumand, reprend Élisa à l’hospice ; dans les Mémoires, cet événement apparaît sous la formulation : « elle avait vingt-et-un mois lorsque je restai seule pour l’élever ».
Nom, prénom et lieu de naissance d’Élisa Mercœur
Le commissaire Benoist n’explique pas pourquoi il a choisi le nom de « Mercœur ». Selon Paul Caillaud, ce serait en relation avec un lieudit voisin « les Fossés-Mercœur », ouvrage militaire dû au duc de Mercœur, gouverneur de la ville à la fin du XVIe siècle.
Le prénom « Élisa » est en relation avec celui de la mère d’Adélaïde : Anne-Élisabeth Rousseau, et de sa sœur, Élisabeth Aumand.
En ce qui concerne son lieu de naissance, il est vraisemblable qu’elle soit née chez l’oncle et parrain d’Adélaïde, Bonaventure Rousseau, ancien capitaine de navire, qui habite à cette date à Saint-Sébastien, commune limitrophe au sud-est de Nantes.

### Les origines familiales d’Élisa[2]
Adèlaïde (ou Adèle) Aumand, brodeuse, est née en 1780 à Nantes ; le père d’Élisa est très probablement Jules-François Barré, avoué, né en Vendée aux Landes-Génusson, mort le 2 mars 1825. Adèle Aumand, célibataire, et sa fille sont recensées en 1818 et 1826, à la même adresse : 30 rue du Calvaire à Nantes. Mais, en 1818, elles ont deux pièces pour 40 francs de loyer ; en 1826, seulement une pièce pour 30 francs : le décès de Jules-François Barré a rendu leur situation plus précaire.
Adélaïde est issue d’une famille bourgeoise (son père était chirurgien, son grand-père notaire) et son métier de brodeuse correspond à l’utilisation professionnelle d’un loisir des jeunes filles de la bonne société.
Élisa a certainement connu son père, puisqu’elle écrit un poème sur sa mort, daté du 31 mars 1825 :
« Du sommeil de la mort tout prêt à s’endormir… 
Mon père retenait son âme délirante 
Par les liens du souvenir. »

### Une enfant prodige
Élisa Mercœur n’avait que vingt-et-un mois lorsque sa mère resta seule pour l’élever, avec des ressources plus que restreintes. Un seul ami de la famille leur vint en aide et se chargea des frais d’éducation de l’enfant qui, s’il faut en croire sa mère, dans les Mémoires qu’elle a laissés sur sa fille, n’était rien moins qu’un petit prodige. À six ans, elle brodait en imaginant des sujets de conte et de comédie ; à huit ans, elle voulait composer une tragédie en cinq actes et en vers pour la Comédie-Française. À douze ans, Élisa donnait à ses jeunes compagnes des leçons d’histoire, de géographie, d’écriture, d’anglais, de français et d’autres choses encore. Elle lisait Virgile à livre ouvert, savait un peu de grec.
La première fois qu’elle eut l’occasion de révéler son talent au public fut le jour des débuts, sur le théâtre de Nantes, d’une cantatrice célèbre. Élisa Mercœur écrivit d’un trait une pièce de quatre-vingts vers et l’envoya à son adresse. Le lendemain, toute la ville applaudissait à cet essai poétique publié par un ami officieux dans le journal le Lycée armoricain. La jeune fille publia alors d’autres poésies, et fut rapidement surnommée la « Muse armoricaine ». Elle avait alors seize ans.

### Des admirateurs généreux
Aidée des conseils et des bons offices de quelques-uns de ses admirateurs, elle fut bientôt à même de publier un premier volume de vers, sans être obligée de lutter avec tous les obstacles dont est semé d’ordinaire le long chemin qui sépare l’écrivain débutant de l’éditeur. Mellinet-Malassis, imprimeur à Nantes, s’offrit à publier les essais poétiques de la jeune muse, et, avec une souscription organisée dans les salons de la ville, on réunit une somme de trois mille francs (somme énorme pour l’époque), qui couvrit au-delà de toute espérance tous les frais d’impression et d’édition.
Le recueil était dédié à Chateaubriand, à qui la jeune fille adressait une invocation dont voici la fin :
« J’ai besoin faible enfant, qu’on veille à mon berceau. Et l’aigle peut, du moins, à l’ombre de son aile, protéger le timide oiseau. »
L’aigle répondit au timide oiseau qu’il ne pouvait offrir d’abri à personne. Grâce aux encouragements qui lui venaient de toutes parts, la réputation d’Élisa Mercœur s’étendit bientôt dans toute la France. La Société académique de la Loire-Inférieure et la Société polymathique du Morbihan s’empressèrent d’admettre la « petite fille » dans leur sein. Mais tous ces succès, tous ces honneurs ne suffisaient point à Élisa Mercœur qui, dès 1827, semble s’attacher dans ses vers à se plaindre du sort et à se lamenter du prétendu oubli dans lequel on la laisse. Rien n’était plus injuste que de pareilles plaintes. Dès la publication de son volume, les journaux avaient entonné ses louanges, les souscriptions avaient abondé, et de hauts personnages, entre autres la duchesse de Berry, lui avaient fait parvenir de larges offrandes.
Pendant qu’elle faisait applaudir, un soir, ses vers à la préfecture de Nantes, des voleurs s’introduisirent chez elle et la dévalisèrent. Ce vol lui causa pendant quelque temps une gêne très réelle, mais de généreux admirateurs vinrent à son secours. Elle reçut bientôt une gratification du ministère de l’Intérieur et une pension annuelle de 300 francs, accordée sur les fonds de l’intendance de la maison du roi. Cette pension fut même portée presque immédiatement à 1 200 francs par M. de Martignac - ministre à qui elle avait adressé une pièce intitulée La Gloire - lorsqu’il apprit qu’Élisa Mercœur avait quitté Nantes pour venir se fixer à Paris. Désireuse de conquérir la capitale, elle se remit au travail et commença sa tragédie de Boabdil. La révolution de 1830 vint bouleverser la vie de la jeune fille et de sa mère, qui l’avait accompagnée à Paris. Les secours qu’Élisa recevait de la liste civile et sa pension annuelle furent supprimés, et elle fut obligée, pour vivre, d’abandonner la lyre et d’écrire en vile prose pour différents recueils, journaux et almanachs de l’époque. Grâce à l’intervention de Casimir Delavigne, une nouvelle pension de 900 francs lui fut finalement accordée. Elle continue néanmoins à se plaindre et à accuser le sort dans un grand nombre de poèmes qu’elle adresse journellement à tous les personnages en situation de lui être utile.

### Une soif de gloire jamais assouvie

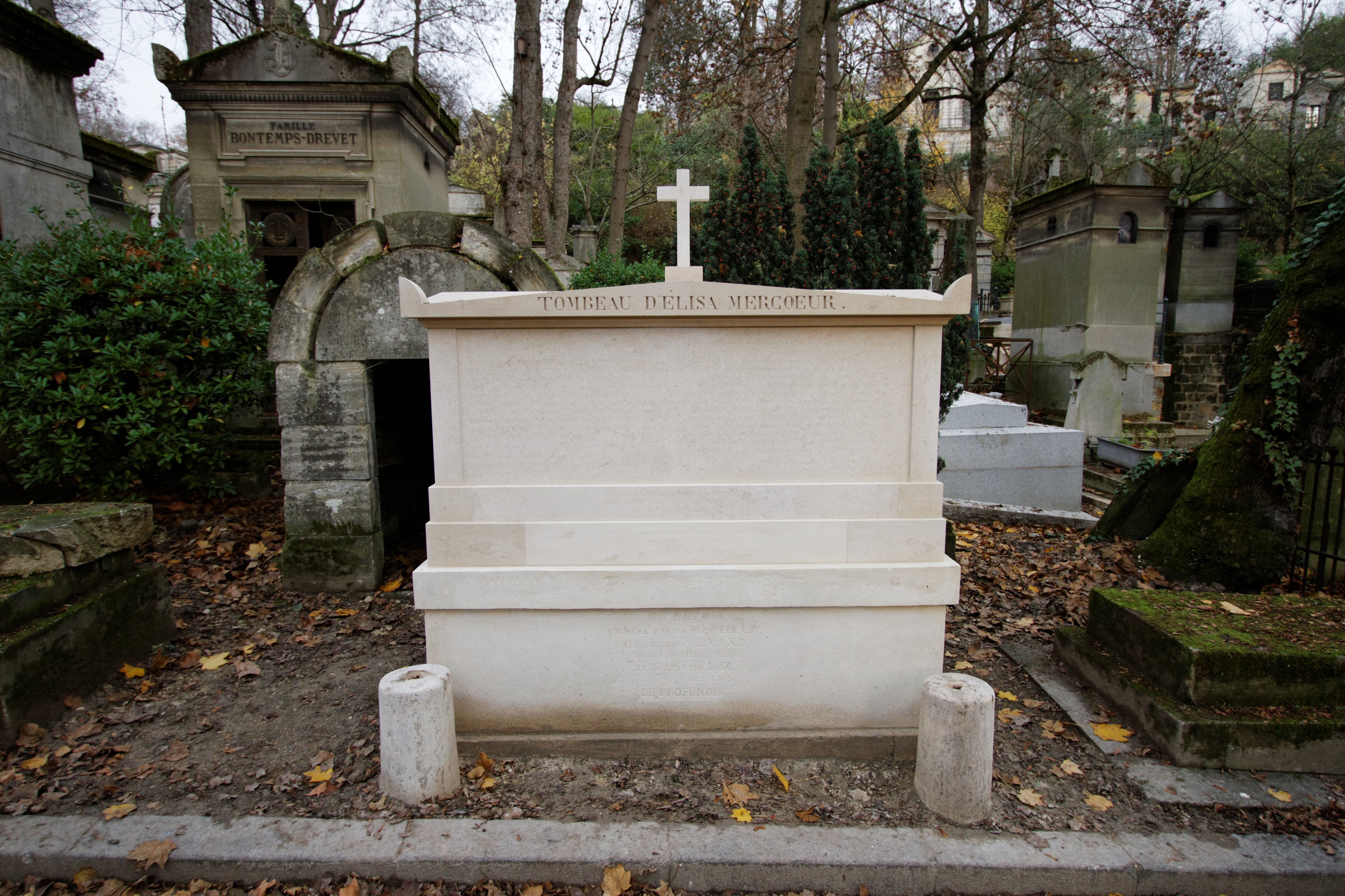
Tombe au cimetière du Père-Lachaise.

À Paris, Élisa Mercœur devient une habituée des salons littéraires et s’attire les louanges de Lamartine, Musset, Hugo, Chateaubriand. Elle se lie aussi d’amitié avec Mélanie Waldor et Madame Récamier.

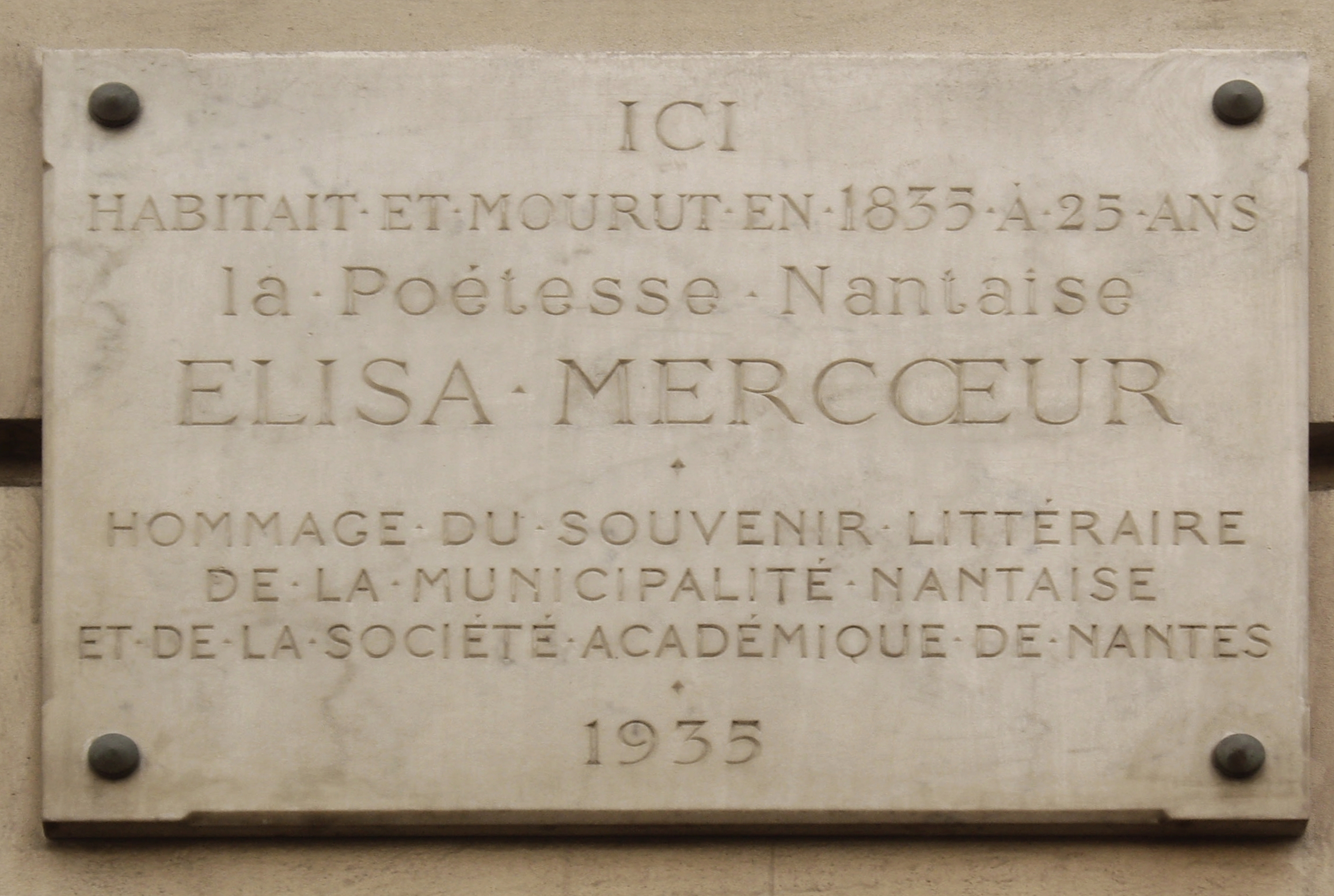
Plaque en mémoire d’Élisa Mercœur apposée sur son domicile parisien au no 43 de la rue du Bac.

Malgré les nombreux soutiens dont elle bénéficie, elle n’est pas satisfaite. Dans un passage de ses poésies, elle se plaint notamment d’être obligée de faire « cet horrible métier de vendre sa prose et ses vers à des libraires à tant la feuille », et de ne pouvoir se livrer à son aise au culte désintéressé de la poésie. La plupart de ses biographes se sont fait l’écho de ces plaintes et ont signalé ce travail forcé comme la cause de la mort d’Élisa Mercœur, mais les mémoires laissés par sa mère sont là pour attester que jamais elles n’eurent à supporter de véritable misère et ce ne furent ni le travail ni la misère qui conduisirent Élisa Mercœur au tombeau. Elle-même l’a avoué, par la bouche de sa mère, et ce témoignage semble irréfutable. Sa tragédie de Boabdil achevée, elle obtint presque aussitôt, et grâce à de puissants protecteurs, d’en donner lecture au comité de la Comédie-Française, ce qu’elle fit le 3 mai 1831, devant Monrose, Joanny, Grandville et le baron Taylor. Le lendemain, elle apprit que Boabdil était accepté par les comédiens, mais rejeté par le baron Taylor, qui trouvait la pièce très bien faite, mais ne pouvait, disait-il, espérer attirer le public parisien et l’intéresser à l’histoire d’un roi de Grenade.
Élisa fut très affectée par le refus de cette œuvre en laquelle elle avait placé toutes ses espérances de fortune et de gloire. De ce jour elle se sentit blessée à mort. Ses forces allèrent en décroissant et elle finit par tomber tout à fait malade. Touchée par une affection pulmonaire, le médecin dut prescrire une saison à la campagne. Elle s'installa à Mareil-sur-Mauldre. Béranger vint l'y visiter. Elle tenta de se suicider. Le vieux curé du village, qu'elle voyait fréquemment lui accorda , après confession les Saints sacrements. Peu après son retour à Paris, elle rendit le dernier soupir le 7 janvier 1835 dans les bras de sa mère, à laquelle elle avait dit quelques jours avant : « Si Dieu m’appelle à lui, on fera mille contes sur ma mort ; les uns diront que je suis morte de misère ; les autres d’amour ! Dis à ceux qui t’en parleront que le refus de M. Taylor de faire jouer ma tragédie seul a fait mourir la pauvre enfant ! » Elle est inhumée au cimetière du Père-Lachaise (17e division).

## Œuvres
Les œuvres complètes d’Élisa Mercœur ont été publiées par sa mère sous ce titre général : Œuvres complètes de Mlle Élisa Mercœur, précédées de Mémoires et notices sur la vie de l’auteur, écrits par sa mère. Outre ses poésies, ces volumes contiennent : Boabdil, tragédie en cinq actes ; Louis XI et le Bénédictin, chronique du XVe siècle ; les Italiennes ; les Quatre amours ; Louis XIII, et quelques autres romans et nouvelles.

## Hommages

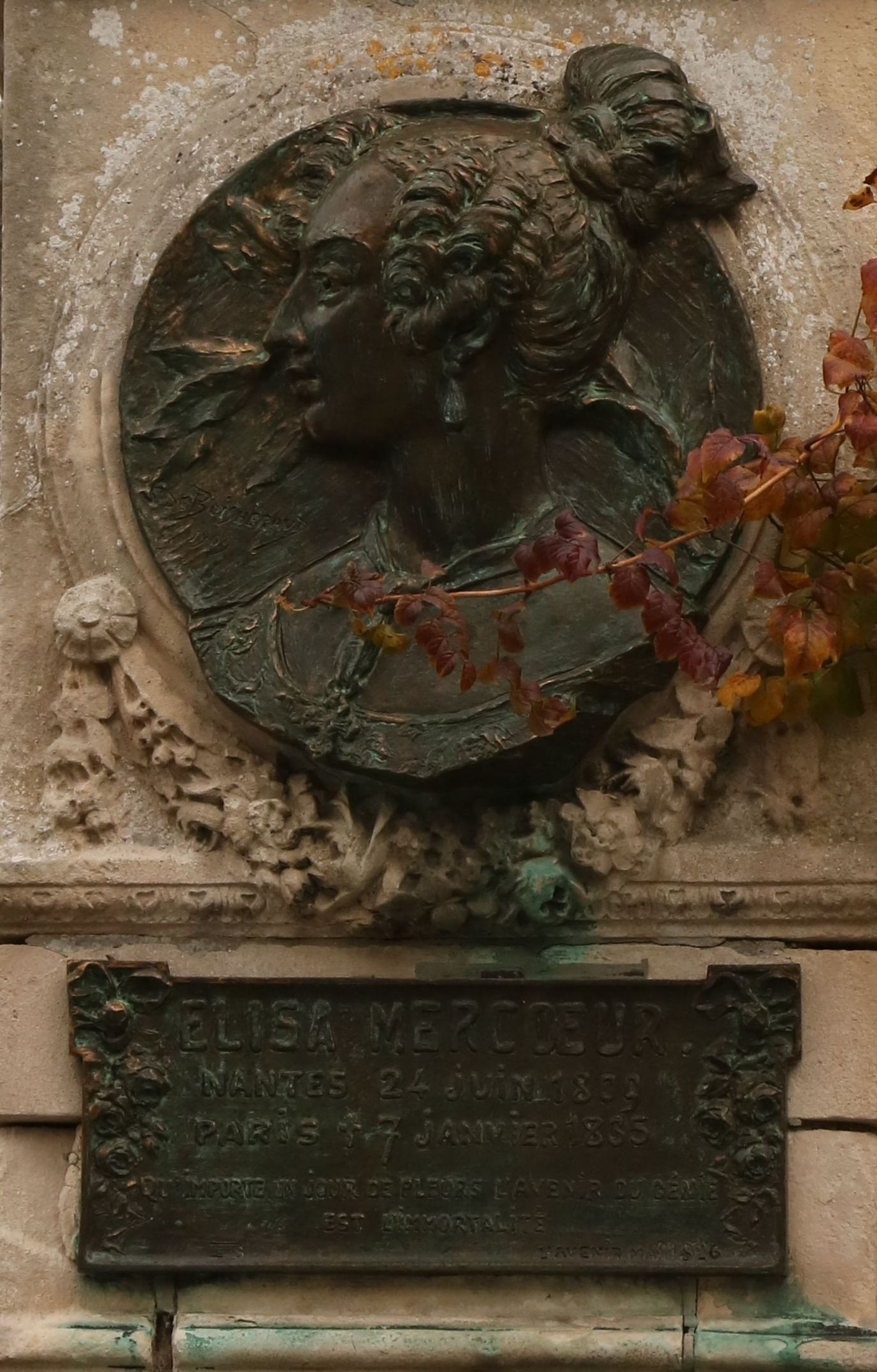
Médaillon réalisé par Sébastien de Boishéraud en 1909, Jardin des plantes, Nantes.

- Médaillon réalisé par Sébastien de Boishéraud en 1909, Jardin des plantes, Nantes.Rue Élisa-Mercœur : Rennes, Vertou, Saint-Sébastien-sur-Loire.
La rue Mercœur de Nantes fait référence non pas à Élisa mais au Duc de Mercœur, gouverneur ultra-catholique de la ville de 1582 à 1598, à la fin des guerres de Religion.
- Avenue Élisa-Mercœur : Champigny-sur-Marne.
- Square Élisa-Mercœur : Nantes.
- Allée Élisa-Mercœur : Séné (petite allée sans issue depuis la Route de Nantes).
- Plaques :
  - Paris, 43 rue du Bac, son domicile parisien.
  - Nantes, Jardin des plantes, portail de l'entrée principale rue Stanislas-Baudry (plaque et médaillon). En 1909, la ville de Nantes commande au sculpteur Sébastien de Boishéraud le portrait en bronze d'Élisa Mercœur[7].
- Une rose porte son nom ; obtenteur Vibert[8]